# 总主教宫 (布尔日)
总主教宫（Palais archiépiscopal）是法国中央大区谢尔省布尔日的一座历史建筑，建于17世纪，建筑师Pierre Bullet, Emile Tarlier。
总主教宫位于主教座堂对面，1910-1995年由布尔日市政厅使用。

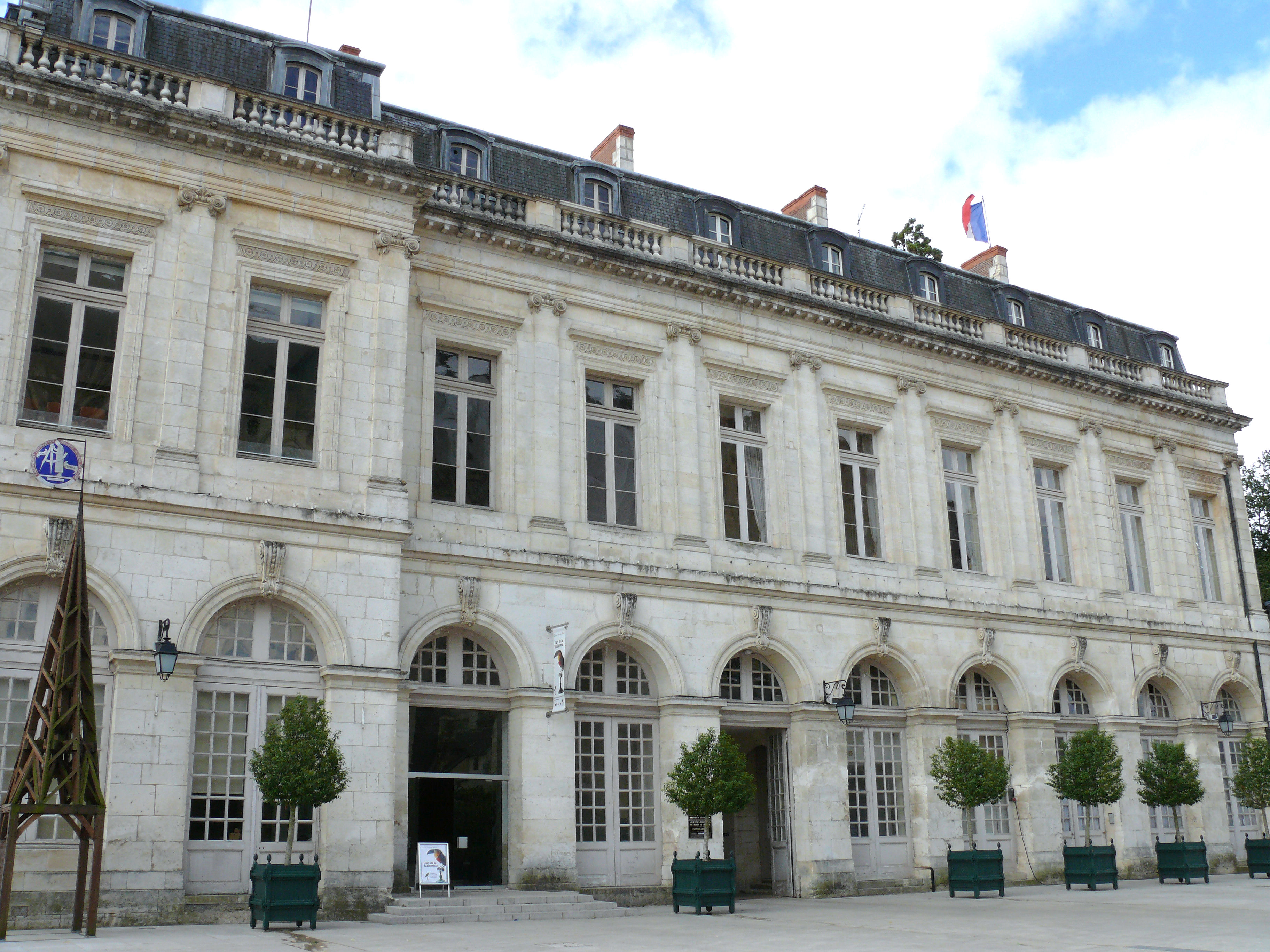
立面

2004年，该建筑立面列为法国历史古迹。